# Aeroportul Kashan
Aeroportul Kashan (IATA: KKS, ICAO: OIFK) este un aeroport din Khorram Dasht Rural District⁠(d), Central District⁠(d), Kashan County⁠(d), Isfahan Province⁠(d), Iran ce deservește zona Kashan. A fost deschis în 1995.
Situat la o altitudine de 1.056 m, aeroportul dispune de o singură pistă.